# Panaspis togoensis
Panaspis togoensis är en ödleart som beskrevs av  Werner 1902. Panaspis togoensis ingår i släktet Panaspis och familjen skinkar. Inga underarter finns listade i Catalogue of Life. Artepitet syftar på fyndplatsen av typexemplaret i Togo.
Denna ödla förekommer med flera från varandra skilda populationer i västra och centrala Afrika från Senegal till Tchad och Centralafrikanska republiken. Den lever i låglandet och i bergstrakter upp till 1200 meter över havet. Individerna vistas i savanner och skogar. De hittas nära vattendrag eller i det fuktiga lövskiktet. Honor lägger ägg.
Beståndet påverkas i viss mån av skogsröjningar. Hela populationen bedöms som stor. IUCN kategoriserar arten globalt som livskraftig.